# Sybra preapicetriangularis
Sybra preapicetriangularis es una especie de escarabajo del género Sybra, familia Cerambycidae. Fue descrita científicamente por Breuning en 1973.
Habita en Filipinas. Esta especie mide 10 mm.